# Scary Lessons
Scary Lessons (jap. 絶叫学級, Zekkyō Gakkyū, dt. „Aufschrei-Schulklasse“) ist eine Manga-Serie der Zeichnerin Emi Ishikawa. Die Serie lässt sich in die Genres Horror und Shōjo einordnen.

## Inhalt
In kurzen, in sich abgeschlossenen Geschichten geht es meist um junge Mädchen, deren gewöhnliches Alltagsleben durch mysteriöse Umstände in einem einzigen Albtraum enden. Erzählt werden die Geschichten von Yomi (jp. für Totenreich), einem Geistermädchen ohne Unterleib. Die Hauptpersonen der einzelnen Geschichten sind für ihr Schicksal selbst verantwortlich und bezahlen in den meisten Fällen dafür auch mit ihrem Leben.

## Veröffentlichung
Der sich an ein weibliches Publikum richtende Manga erschien vom 3. September 2008 bis zum 3. Februar 2015 im Magazin Ribon in Japan. Die Kapitel wurden auch in 20 Sammelbänden veröffentlicht. Auf Deutsch erschien der Manga als Scary Lessons von Dezember 2009 bis Januar 2017 bei Tokyopop. Eine französische Übersetzung erscheint bei Tonkam, eine chinesische bei Sharp Point in Taiwan.
Am 14. Juni 2013 kam eine Realfilm-Adaption in die japanischen Kinos. In dem Film wird Yomi von Mizuki Yamamoto gespielt. Die Regie übernahm Tetsuya Sato.
Im Sommer 2015 startete in Japan unter dem Titel Zekkyou Gakkyuu Tensei eine neue Scary Lessons-Manga-Serie.

## Rezeption
Die deutsche Zeitschrift AnimaniA schreibt, manche der Geschichten wirkten wie in die heutige Zeit übertragene Erzählungen von Edgar Allan Poe. Die Zeichnungen seien zwar dem Shōjo-Genre entsprechend mit starkem Kindchenschema, insbesondere den großen Augen, ausgeführt, dieses verstärke den Schockeffekt der Geschichten aber noch. So „dürfte [es] der anvisierten Zielgruppe - Mädchen ab 13 Jahren - manch kalten Schauer über den Rücken jagen“.

## Auszeichnungen
Scary Lessons gewann bei den 59. Shogakukan Manga Awards den Preis in der Kategorie Bester Kinder-Manga.